# 勒梅爾海峽
勒梅爾海峽（英語：Le Maire Strait，又稱拉美爾海峽），介於阿根廷火地群島最東方，與艾斯塔多島（Isla de los Estados）之間的海上通道。1616年，歐洲探險家威廉·斯考滕與雅各布·勒梅爾，為了尋找由大西洋通往太平洋的航道，首次通過此地，隨後到達合恩角。後世以雅各布·勒梅爾為此地命名。
歐洲人首次在此發現麥哲倫企鵝。麥哲倫企鵝以艾斯塔多島作為繁殖地點之一。